# Aron Gerle

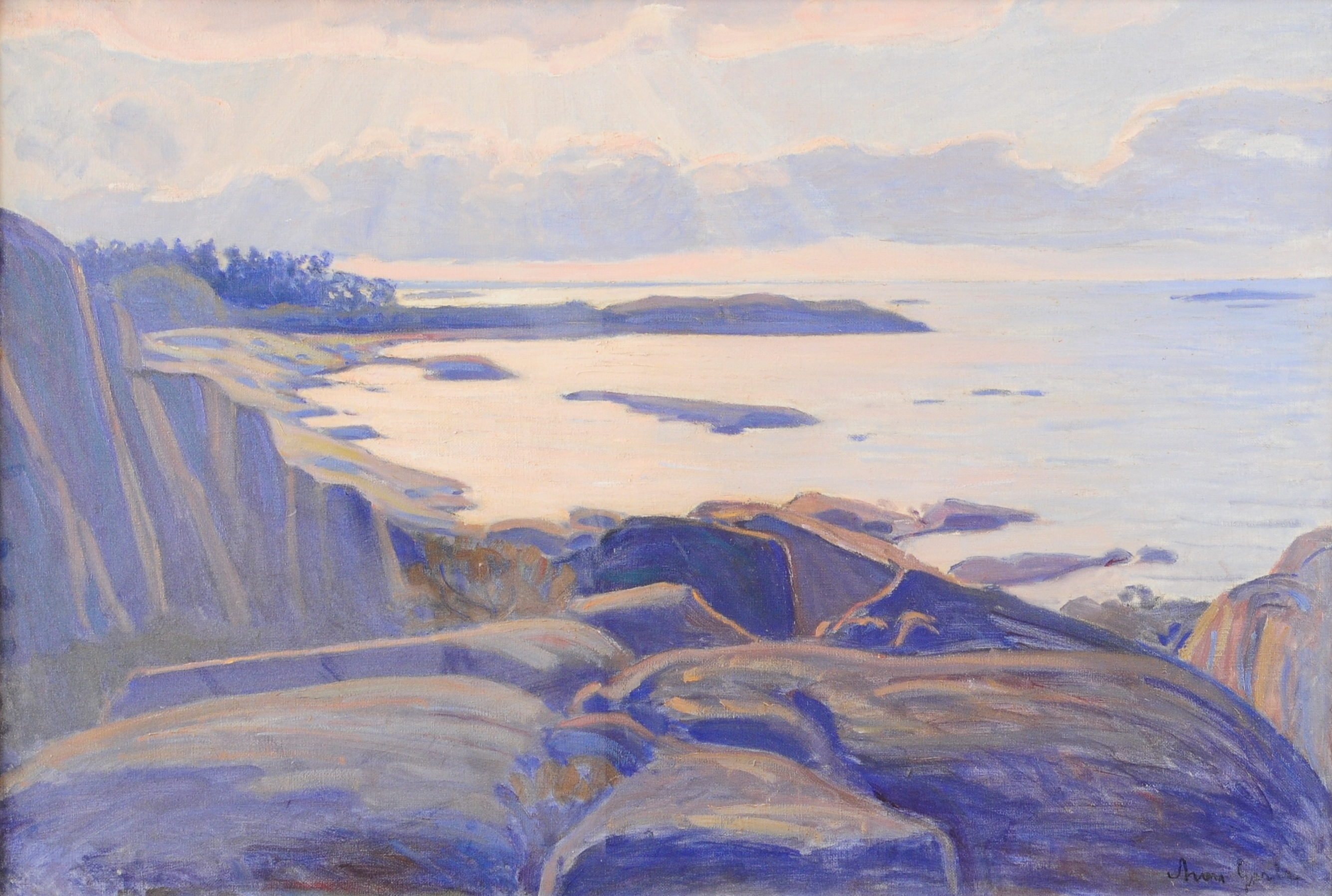
Skärgårdsmotiv av Aron Gerle

Aron Gerle, född 19 september 1860 i Svalungebyn i Örs socken, i Dalsland, död 23 december 1930 i Stockholm, var en svensk bildkonstnär och grafiker. Han studerade vid Slöjdföreningens skola i Göteborg och sedan vid Konstnärsförbundets skola i Stockholm 1892. Han var landskapsmålare med motiv från kust och sjöar och var även grafiker och utförde brett hållna litografier.

## Liv och verk
Aron Gerle växte upp under fattiga förhållanden. Aron var den sjätte bland åtta barn. Hans far som var lantbrukare, var tvungen att sälja sin egendom i Svalungebyn på grund av ekonomiska problem och bodde sedan som arrendator på olika platser. Fadern dog medan barnen ännu var små och Aron jobbade ett tag som vallpojke.
Efter konfirmationen reste Gerle till Göteborg, där han stannade 2-3 år. Även två av hans syskon var bosatta där. Han kom i målarlära och tog samtidigt lektioner för konstnären Reinhold Callmander, som gav erkännande åt hans anlag. 
Han flyttade sedan till Stockholm, där han började studera på Konstnärsförbundets skola 1892. Efter två års studier blev han biträdande lärare vid skolan, ett jobb som han hade till skolan upphörde. Under elevtiden försörjde han sig genom att utföra porträtt i svartkrita och kol. Gerle deltog i Konstnärsförbundets utställningar både i Sverige och utomlands. Tillsammans med Richard Bergh startade han Konstnärsförbundets skola vid Glasbruksgatan i Stockholm. 
Vid kristiden, under och efter första världskriget, hade han svårt att sälja sina tavlor och gav upp målandet. Sedan vid 60 års ålder gifte han sig och fick åter tron på sig själv och sin konst. Resten av sitt liv fick Gerle stor framgång och mycket erkännande. Då han dog 1930 var han ännu på höjden av sitt konstnärliga skapande. Gerle är representerad vid bland annat Nationalmuseum, Kalmar konstmuseum, Norrköpings konstmuseum  och Bohusläns museum.